# Neptunia oleracea
Neptunia oleracea, conocida como sensitiva de agua, adormidera acuática o mimosa acuática es una planta leguminosa de la familia Fabaceae.

## Descripción
Es una hierba acuática; tiene tallos rastreros, generalmente flotantes, hinchados con aerénquimas y enraizados en los nudos, se extienden en el agua 90 a 150 cm. Sembrada en tierra puede alcanzar hasta 180 cm de altura. Las hojas son sensibles (se cierran al tocarlas); pinadas, con 2 a 4 pares de pinnas; con raquis, incluido el pecíolo de hasta 13 cm de largo; folíolos 7 a 22 pares, oblongos, de 5 a 20 mm de largo por 1,5 a 4 mm de ancho. Inflorescencia orbicular; flores de color amarillo, con pedúnculos de 1,5 a 2,5 cm de largo; cáliz de 1 a 3 mm de largo: corola de 3 a 4 mm de largo. Fructifica en vainas planas de 2,5 a 5,1 cm de longitud por 2,5 a 3,8 cm de anchura;con 4 a 8 semillas por legumbre, cada semilla de 1,9 a 2,8 cm de largo por 0,8 a 1 cm de ancho.

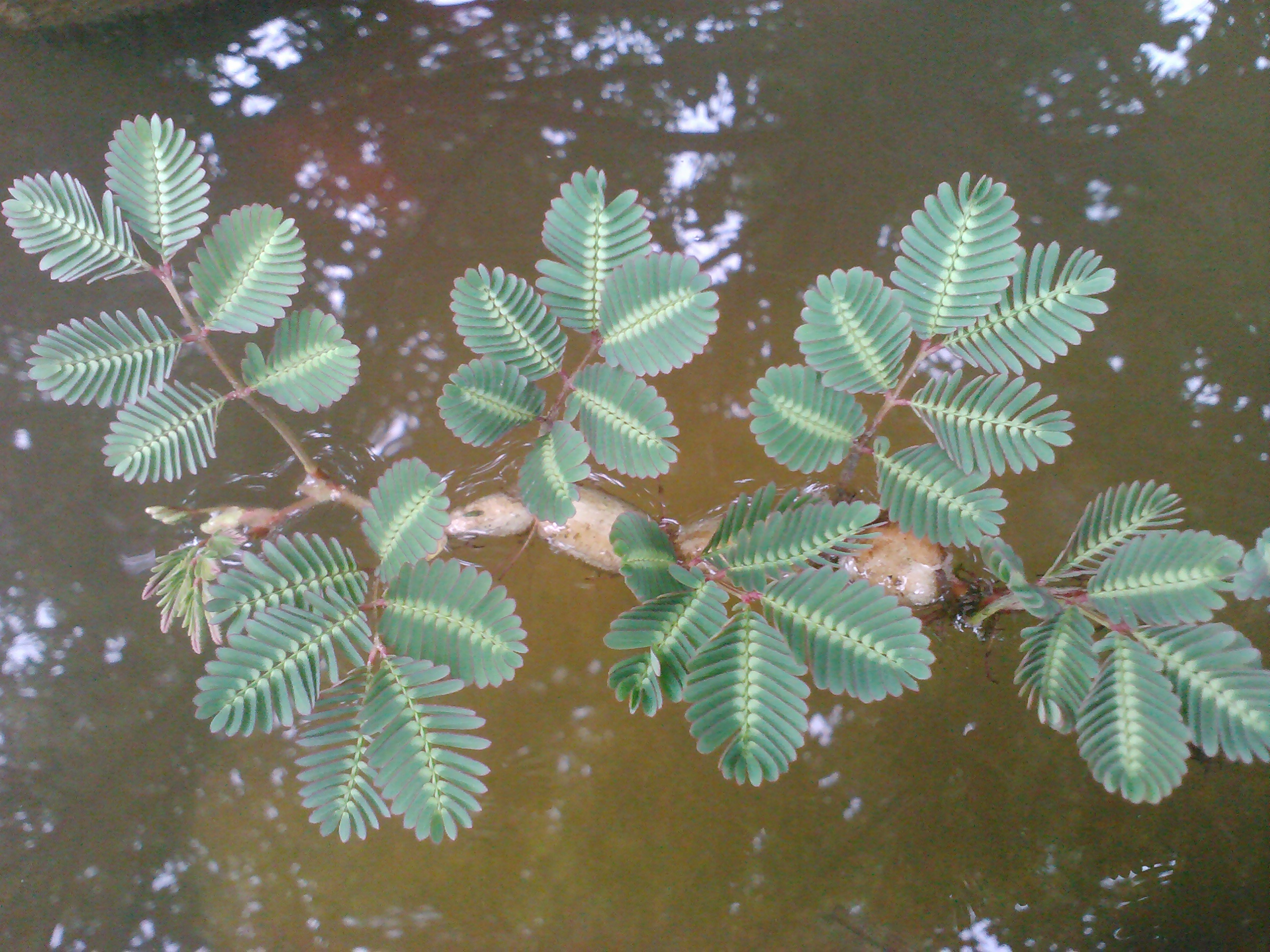
Neptunia oleracea en un estanque

## Hábitat
Crece en las regiones tropicales flotando en aguas dulces tranquilas o postrada en suelos húmedos cerca de la orilla del agua, preferentemente a menos de 50 m de altitud.

## Usos

### Culinaria

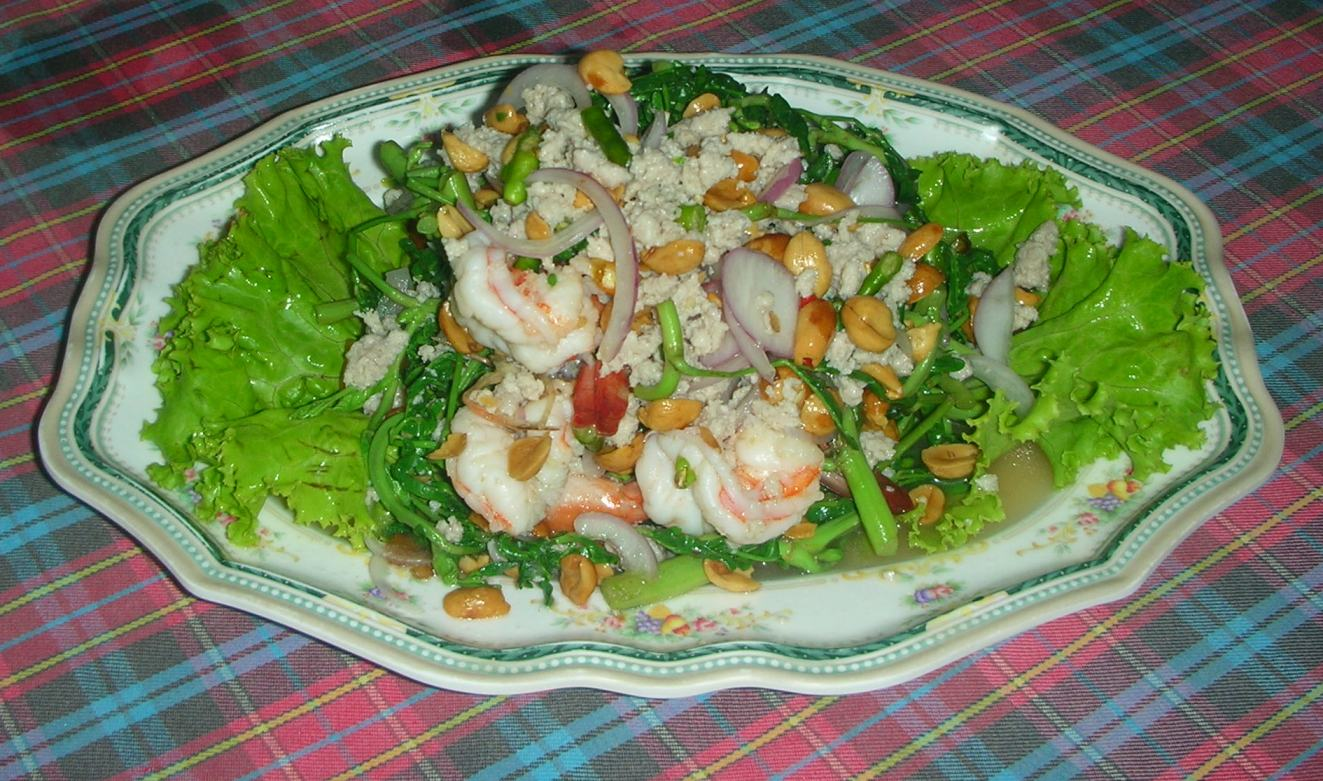
Tam phak krachet, ensalada tailandesa con mimosa acuática

Se cultiva como verdura en el sureste de Asia (hojas y tallos tienen sabor similar al repollo). Los extremos de los tallos jóvenes y las vainas son comestibles y por lo general se comen crudos, como una verdura en ensaladas (Tam phak krachet), en Tailandia y Camboya y con tanta frecuencia como el arroz cultivado. Las hojas jóvenes, puntas de los brotes y las vainas jóvenes se suele comer crudas o en frituras y curry como kaeng som.
En Vietnam se usa como uno de los ingredientes de la sopa Canh chua me đất, junto con pescado, tamarindo y tomate.

### Medicinal
El jugo o savia que resulta al aplastar las ramas y raíces es usado por la medicina tradicional en la India, que le atribuye propiedades para evitar
o aliviar la gastritis, la acidez y la constipación. El jugo obtenido se mezcla con pasta de arroz hervido y se convierte en pastillas de gran tamaño, que se fritan y se administran por vía oral con las comidas.

## Nombres Comunes
- Jemer: Kanchait
- Meitei: Ekai Thabi
- Thai: Phak runon (ผักรู้นอน) o phak krachet (ผักกระเฉด), pronounciad "fak kachēt".[5]
- Vietnamita: Rau nhút
- Idioma bengalí: Haraisag
- Singalés: දිය නිදිකුම්බා
- Inglés: Water Mimosa, Sensitive Plant, Small Sensitive Plant, Water Sensitive Plant